# Fritz Rosenkrantz
Fritz Ivar Verner Christian baron Rosenkrantz (20. august 1850 i Thisted – 19. december 1925 på Liselund) var en dansk baron og hofjægermester. Han var søn af Gottlob Rosenkrantz og Elisabeth Louise f. Rosenkrantz og yngre broder til Gunde Jørgen Holger Carl Rosenkrantz, der arvede Sophiendal.
Han var elev på Herlufsholm og kom siden til Viborg lærde skole (Viborg Katedralskole). 
Han var sekondløjtnant i Fodfolket 1873, assistent ved Hedeselskabet 1875-80, skovrider på Sophiendal 1882-84. Hofjægermester 1890. Formand i Foreningen af danske Kirkeejere og formand for bestyrelsen i Østmøns Sparekasse. 
Han blev 26. juli 1883 gift med Anna Oluffa Krabbe (1860-1954) i det daværende skovkapel, nu kaldet Taarbæk Kirke. Hun var datter af kammerherre, oberst Oluf Johan Heinrich Krabbe og hustru Anna Dorothea f. Kjellerup.
Rosenkrantz arvede Liselund og lod Liselund Ny Slot opføre ved Philip Smidth 1886-87. På slottet kan læses "FR 1887 OK" til minde om bygherren og hans hustru, Oluffa Krabbe. De to slægters våbenskjolde ses på facaden forenet under en friherrekrone.